# 王庭 (隆慶進士)
王庭（1530年—1576年），字以覲，號鳳原，四川潼川州蓬溪縣人，民籍。

## 生平
治《易經》，八月二十一日生，行一，由國子生中式四川鄉試第四十六名舉人，年三十五歲中式嘉靖四十四年（1565年）乙丑科會試中式第三百六十二名。隆慶五年（1571年）辛未科第三甲第二十名進士。吏部观政，乞終養歸，回家耕種，未出仕，万历四年（1576年）卒。

## 著作
著有《陈情乞归养表》、《重修学宫记》。

## 家族
曾祖王志廣；祖王溥，貢士；父王峩；嫡母何氏；生母郭氏。慈侍下，妻張氏。兄王述、王逈、王達、弟王遴，俱庠生。